# 오늘도 새롭게
오늘도 새롭게는 cpbc FM에서 방송했던 가톨릭 찬양 프로그램이다.

## 역사
2019년 6월 3일에 첫방송을 시작했으며, 원래는 월요일부터 토요일까지 방송됐으나, 2019년 12월 2일부터 매일 방송으로 확대되어 방송하다가, 2021년 10월 17일 방송을 마지막으로 2년만에 폐지되었다.

## 역대 방송시간
| 방송 채널 | 방송 기간                          | 방송 시간                                                     |
| --------- | ---------------------------------- | ------------------------------------------------------------- |
| cpbc FM   | 2019년 6월 3일 ~ 2019년 11월 30일  | 월~토요일 아침 7:00 ~ 아침 8:00                               |
| cpbc FM   | 2019년 12월 2일 ~ 2021년 2월 21일  | 매일 아침 7:00 ~ 아침 8:00                                    |
| cpbc FM   | 2021년 4월 19일 ~ 2021년 10월 17일 | 매일 아침 7:00 ~ 아침 8:00                                    |
| cpbc FM   | 2021년 2월 22일 ~ 2021년 4월 18일  | 월~토요일 아침 7:00 ~ 아침 7:50, 일요일 아침 7:00 ~ 아침 8:00 |

## 역대 DJ
- 2019년 6월 3일 ~ 2020년 8월 16일 : 이정민 아나운서
- 2020년 8월 17일 ~ 2021년 10월 17일 : 지승신 아나운서